# الکساندر پریزتسکو
الکساندر پریزتسکو (اوکراینی: Олександр Сергійович Призетко؛ زادهٔ ۳۱ ژانویهٔ ۱۹۷۱) بازیکن فوتبال اهل اتحاد جماهیر شوروی سوسیالیستی است.
از باشگاه‌هایی که در آن بازی کرده‌است می‌توان به باشگاه فوتبال متالیست خارکوف، باشگاه فوتبال تیومن، باشگاه فوتبال تورپدو مسکو، باشگاه فوتبال چرنومورتس نووراسییسک، باشگاه فوتبال دینامو کی‌یف، و باشگاه فوتبال آرسنال تولا اشاره کرد.
وی همچنین در تیم ملی فوتبال اوکراین بازی کرده‌است.